# Dalbergia kostermansii
Dalbergia kostermansii är en ärtväxtart som beskrevs av Sunarno och Hiro Ohashi. Dalbergia kostermansii ingår i släktet Dalbergia, och familjen ärtväxter. Inga underarter finns listade i Catalogue of Life.